# Paratheuma
Genre
Synonymes
- Litisedes Oi, 1960
- Swainsia Marples, 1964
- Corteza Roth & Brown, 1975

Paratheuma est un genre d'araignées aranéomorphes de la famille des Argyronetidae.

## Distribution
Les espèces de ce genre se rencontrent en Océanie, en Asie et en Amérique tropicale.

## Liste des espèces
Selon World Spider Catalog (version 26, 10/07/2025) :
- Paratheuma andromeda Beatty & Berry, 1989
- Paratheuma armata (Marples, 1964)
- Paratheuma australis Beatty & Berry, 1989
- Paratheuma awasensis Shimojana, 2013
- Paratheuma draneyi Berry, 2024
- Paratheuma enigmatica Zamani, Marusik & Berry, 2016
- Paratheuma insulana (Banks, 1902)
- Paratheuma interaesta (Roth & Brown, 1975)
- Paratheuma makai Berry & Beatty, 1989
- Paratheuma ramseyae Beatty & Berry, 1989
- Paratheuma rangiroa Beatty & Berry, 1989
- Paratheuma shirahamaensis (Oi, 1960)

## Systématique et taxinomie
Ce genre a été décrit par Bryant en 1940 dans les Gnaphosidae. Il est placé dans les Desidae par Platnick en 1977, dans les Dictynidae par Zamani, Marusik et Berry en 2016 puis dans les Argyronetidae par Montana, Cala-Riquelme, Crews, Gorneau, Al-Jamal, Alequín, Spagna, Ballarin et Esposito en 2025.
Corteza a été placé en synonymie par Platnick en 1977.
Swainsia a été placé en synonymie par Beatty et Berry en 1988.
Litisedes a été placé en synonymie par Yaginuma en 1990.

## Publication originale
- Bryant, 1940 : « Cuban spiders in the Museum of Comparative Zoology. » Bulletin of the Museum of Comparative Zoology, vol. 86, p. 247-554 (texte intégral).